# Carl Gustaf Wrangel af Sauss
Carl Gustaf Wrangel af Sauss, född 30 december 1842 i Lungsunds socken i Värmland, död 12 november 1913 i Stockholm, var en svensk friherre, fältintendent och konstnär.

## Biografi
Carl Gustaf Wrangel af Sauss var son till kammarherren Tônnes Fredrik Wrangel af Sauss och Carolina Emilia af Chapman, han var från 1872 gift med Sigrid von Essen och från 1881 med Sofia Elisabeth In de Betou född i släkten Indebetou. Han var brorson till kaptenen och konstnären Christian Anton Wrangel af Sauss. Med Siri von Essen fick han dottern Sigrid (född 16 april 1873, död 13 januari 1877). År 1875 träffade Siri von Essen författaren August Strindberg. Våren 1876 beslöt Wrangel och von Essen att skilja sig. Ett motiv för skilsmässan var von Siri von Essens önskan att få arbeta som skådespelerska, något som var oförenligt med makens rang. Wrangel hade dessutom en kärleksförbindelse med hennes unga kusin.
Wrangel af Sauss slutade sin militära karriär som fältintendent av 1:a graden, och var därefter verksam som hobbykonstnär. Han deltog 1870 i Konstakademiens utställning med målningen Motiv från Dalarna och i en utställning i Sundsvall 1882. Wrangel blev riddare av Svärdsorden 1884 och av Vasaorden 1888. Han är begravd på Solna kyrkogård.